# 立川目站
立川目站（日语：／ Tatekawame eki */?）位於岩手縣北上市和賀町，是東日本旅客鐵道（JR東日本）北上線的車站。附近則被稱為豎川目。

## 車站構造
岸式月台，擁有1面1線的地上站。無人車站，由北上車站管理。

## 車站周邊
- 豎川目簡易郵局
- 和泉式部墓
- 縣道103號花卷和賀線
- 縣道225號北上和賀線
- 國道107號
- 豎川目工業團地
- 和賀川

## 历史
- 1963年（昭和38年）5月15日 - 設立。
- 1987年（昭和62年）4月1日 - 國鐵分割民營化後成為JR東日本轄下的車站。

## 相鄰車站
東日本旅客鐵道
■北上線（下行只限721D通過此站）
藤根－立川目－橫川目